# Ischnomera dalatensis
Ischnomera dalatensis es una especie de coleóptero de la familia Oedemeridae.

## Distribución geográfica
Habita en Annam (Vietnam).